# Pauline Parmentier
Pauline Parmentier (Cucq, 31 januari 1986) is een professioneel tennisspeelster uit Frankrijk. Parmentier begon met tennis toen zij zes jaar oud was. Haar favoriete ondergrond is gravel. Zij speelt rechtshandig en heeft een tweehandige backhand.

## Loopbaan

### Enkelspel
Parmentier debuteerde in 2000 op het ITF-toernooi van Villenave-d'Ornon (Frankrijk). Zij stond in 2004 voor het eerst in een finale, op het ITF-toernooi van Caïro (Egypte) – hier veroverde zij haar eerste titel, door de Oekraïense Yuliya Ustyuzhanina te verslaan. In totaal won zij tien ITF-titels, de laatste in 2016 in Contrexéville (Frankrijk).
In 2005 speelde Parmentier voor het eerst op een grandslamtoernooi, op Roland Garros, op basis van een wildcard. Later dat jaar doorliep zij met succes het kwalificatietoernooi voor het US Open, waar zij in het hoofdtoernooi de tweede ronde bereikte, door winst op de Italiaanse Antonella Serra Zanetti. In 2006 kwalificeerde Parmentier zich voor het eerst voor een WTA-hoofdtoernooi, op het toernooi van Tasjkent. Zij stond in 2007 voor het eerst in een WTA-finale, op het toernooi van Tasjkent – hier veroverde zij haar eerste titel, door de als eerste geplaatste Wit-Russin Viktoryja Azarenka te verslaan. In totaal won zij vier WTA-titels, de tweede in 2008 in Bad Gastein. In 2008 nam zij deel aan de Olympische Spelen in Peking, toen Mary Pierce en Amélie Mauresmo zich terugtrokken.
Haar beste resultaat op de grandslamtoernooien is het bereiken van de vierde ronde, op Roland Garros 2014, door zij achtereenvolgens Roberta Vinci, Jaroslava Sjvedova en Mona Barthel te verslaan. Haar hoogste notering op de WTA-ranglijst is de veertigste plaats, die zij bereikte in juli 2008.

### Dubbelspel
Parmentier was in het dubbelspel minder actief dan in het enkelspel. Zij debuteerde in 2000 op het ITF-toernooi van Villenave-d'Ornon (Frankrijk), samen met landgenote Jennifer Migan. Zij stond in 2003 voor het eerst in een finale, op het ITF-toernooi van Le Touquet (Frankrijk), samen met de Luxemburgse Mandy Minella – zij verloren van het duo Natacha Randriantefy en Aurélie Védy. Later dat jaar veroverde Parmentier haar eerste titel, op het ITF-toernooi van Deauville (Frankrijk), samen met landgenote Aurélie Védy, door het duo Maria Geznenge en Zuzana Hejdová te verslaan. In totaal won zij drie ITF-titels, de laatste in 2015 in Campinas (Brazilië).
In 2004 speelde Parmentier voor het eerst op een grandslamtoernooi, op Roland Garros samen met landgenote Aurélie Védy, op basis van een wildcard. In 2006 speelde Parmentier voor het eerst op een WTA-hoofdtoernooi, op het toernooi van Straatsburg, samen met landgenote Camille Pin. Zij stond in 2011 voor het eerst in een WTA-finale, op het toernooi van Dallas, samen met landgenote Alizé Cornet – zij verloren van het koppel Alberta Brianti en Sorana Cîrstea.
Haar beste resultaat op de grandslamtoernooien is het bereiken van de derde ronde, op Roland Garros 2014 samen met landgenote Julie Coin. Haar hoogste notering op de WTA-ranglijst is de 89e plaats, die zij bereikte in april 2012.

### Tennis in teamverband
In de periode 2010–2018 maakte Parmentier deel uit van het Franse Fed Cup-team – zij behaalde daar een winst/verlies-balans van 6–12. In 2015 speelde zij in de halve finale van de Wereldgroep I, die zij verloren van de Tsjechische dames.

## Posities op deWTA-ranglijst
Positie per einde seizoen:
| jaar | rang enkelspel | rang dubbelspel |
| ---- | -------------- | --------------- |
| 2003 | 493            | 733             |
| 2004 | 261            | 356             |
| 2005 | 207            | 369             |
| 2006 | 197            | 657             |
| 2007 | 59             | 424             |
| 2008 | 62             | 172             |
| 2009 | 109            | 192             |
| 2010 | 102            | 587             |
| 2011 | 74             | 124             |
| 2012 | 66             | 210             |
| 2013 | 225            | 112             |
| 2014 | 79             | 129             |
| 2015 | 116            | 295             |
| 2016 | 73             | 364             |
| 2017 | 91             | 262             |

## Palmares
| Legenda                | Legenda                  |
| ---------------------- | ------------------------ |
| Grandslamtoernooi      |                          |
| Olympische Spelen      |                          |
| Year-End Championships |                          |
| tot 2009               | 2009 – 2020 / vanaf 2021 |
| Tier I                 | Premier Mandatory        |
| Tier II                | Premier Five / WTA 1000  |
| Tier III               | Premier / WTA 500        |
| Tier IV & V            | International / WTA 250  |
|                        | Challenger / WTA 125     |

### WTA-finaleplaatsen enkelspel
| nr.              | finale     | toernooi        | ondergrond | tegenstandster     | score         |         |
| ---------------- | ---------- | --------------- | ---------- | ------------------ | ------------- | ------- |
| gewonnen finales |            |                 |            |                    |               |         |
| 1.               | 2007-10-07 | WTA Tasjkent    | hardcourt  | Viktoryja Azarenka | 7-5, 6-2      | details |
| 2.               | 2008-07-20 | WTA Bad Gastein | gravel     | Lucie Hradecká     | 6-4, 6-4      | details |
| 3.               | 2018-04-29 | WTA Istanbul    | gravel     | Polona Hercog      | 6-4, 3-6, 6-3 | details |
| 4.               | 2018-09-16 | WTA Québec      | tapijt (i) | Jessica Pegula     | 7-5, 6-2      | details |
| verloren finales |            |                 |            |                    |               |         |
| geen             |            |                 |            |                    |               |         |

### WTA-finaleplaatsen vrouwendubbelspel
| nr.              | finale     | toernooi    | ondergrond    | partner      | tegenstandsters                   | score    |         |
| ---------------- | ---------- | ----------- | ------------- | ------------ | --------------------------------- | -------- | ------- |
| gewonnen finales |            |             |               |              |                                   |          |         |
| geen             |            |             |               |              |                                   |          |         |
| verloren finales |            |             |               |              |                                   |          |         |
| 1.               | 2011-08-27 | WTA Dallas  | hardcourt     | Alizé Cornet | Alberta Brianti Sorana Cîrstea    | 5-7, 3-6 | details |
| 2.               | 2017-11-12 | WTA Limoges | hardcourt (i) | Chloé Paquet | Valerija Savinych Maryna Zanevska | 0-6, 2-6 | details |

## Resultaten grote toernooien
| Legenda | Legenda                          |
| ------- | -------------------------------- |
| g.t.    | geen toernooi gehouden           |
| l.c.    | lagere categorie                 |
| –       | niet deelgenomen                 |
| G       | uitgeschakeld in de groepsfase   |
| 1R      | uitgeschakeld in de eerste ronde |
| 2R      | uitgeschakeld in de tweede ronde |
| 3R      | uitgeschakeld in de derde ronde  |
| 4R      | uitgeschakeld in de vierde ronde |
| KF      | uitgeschakeld in de kwartfinale  |
| HF      | uitgeschakeld in de halve finale |
| F       | de finale verloren               |
| W       | het toernooi gewonnen            |
| w-v     | winst/verlies-balans             |

### Enkelspel
| toernooi             | 2005 | 2006 | 2007 | 2008 | 2009 | 2010 | 2011 | 2012 | 2013 | 2014 | 2015 | 2016 | 2017 | 2018 | 2019 |
| -------------------- | ---- | ---- | ---- | ---- | ---- | ---- | ---- | ---- | ---- | ---- | ---- | ---- | ---- | ---- | ---- |
| grandslamtoernooien  |      |      |      |      |      |      |      |      |      |      |      |      |      |      |      |
| Australian Open      | –    | –    | –    | 2R   | –    | 1R   | 1R   | 2R   | 1R   | 1R   | 1R   | –    | 2R   | 1R   | 1R   |
| Roland Garros        | 1R   | 1R   | 2R   | 1R   | 1R   | 1R   | 2R   | 1R   | 1R   | 4R   | 1R   | 3R   | 2R   | 3R   |      |
| Wimbledon            | –    | –    | –    | 2R   | 2R   | 1R   | 2R   | 1R   | 1R   | –    | 1R   | 1R   | 1R   | 1R   |      |
| US Open              | 2R   | –    | 2R   | 2R   | –    | 2R   | 2R   | 3R   | –    | 1R   | –    | 1R   | 1R   | 1R   |      |
| Premier Mandatory    |      |      |      |      |      |      |      |      |      |      |      |      |      |      |      |
| Indian Wells         | –    | –    | –    | 1R   | 1R   | –    | –    | 1R   | 1R   | –    | –    | 1R   | 3R   | 1R   | 1R   |
| Miami                | –    | –    | –    | 1R   | 1R   | 2R   | –    | 1R   | 1R   | –    | 2R   | 1R   | 3R   | –    |      |
| Madrid               | l.c. | l.c. | l.c. | l.c. | –    | –    | –    | –    | –    | –    | –    | –    | 1R   | –    |      |
| Peking               | l.c. | l.c. | l.c. | l.c. | –    | –    | –    | –    | –    | –    | –    | –    | –    | –    |      |
| Premier Five         |      |      |      |      |      |      |      |      |      |      |      |      |      |      |      |
| Dubai/Doha           | l.c. | l.c. | l.c. | –    | –    | –    | –    | –    | –    | –    | –    | –    | –    | –    | –    |
| Rome                 | –    | –    | –    | –    | –    | 1R   | –    | –    | –    | –    | –    | –    | –    | –    |      |
| Montreal/Toronto     | –    | –    | –    | –    | –    | –    | –    | –    | –    | –    | –    | –    | –    | –    |      |
| Cincinnati           | –    | –    | –    | –    | –    | –    | 2R   | –    | –    | 2R   | –    | –    | –    | –    |      |
| Tokio/Wuhan          | –    | –    | –    | –    | –    | –    | 1R   | 2R   | –    | –    | –    | –    | –    | –    |      |
| olympisch            |      |      |      |      |      |      |      |      |      |      |      |      |      |      |      |
| Olympische Spelen    | g.t. | g.t. | g.t. | 1R   | g.t. | g.t. | g.t. | –    | g.t. | g.t. | g.t. | –    | g.t. | g.t. | g.t. |
| statistieken         |      |      |      |      |      |      |      |      |      |      |      |      |      |      |      |
| totaal aantal titels | 0    | 0    | 1    | 1    | 0    | 0    | 0    | 0    | 0    | 0    | 0    | 0    | 0    | 2    | 0    |
| eindejaarsranking    | 207  | 197  | 59   | 62   | 109  | 102  | 74   | 66   | 225  | 79   | 116  | 73   | 91   | 54   |      |

### Dubbelspel
| toernooi             | 2004 | 2005 | 2006 | 2007 | 2008 | 2009 | 2010 | 2011 | 2012 | 2013 | 2014 | 2015 | 2016 | 2017 | 2018 | 2019 |
| -------------------- | ---- | ---- | ---- | ---- | ---- | ---- | ---- | ---- | ---- | ---- | ---- | ---- | ---- | ---- | ---- | ---- |
| grandslamtoernooien  |      |      |      |      |      |      |      |      |      |      |      |      |      |      |      |      |
| Australian Open      | –    | –    | –    | –    | 1R   | –    | –    | –    | 1R   | 2R   | –    | 1R   | –    | 2R   | 1R   | 1R   |
| Roland Garros        | 1R   | 1R   | 1R   | 1R   | 2R   | 2R   | 1R   | 2R   | 1R   | 2R   | 3R   | 1R   | 2R   | 2R   | 1R   |      |
| Wimbledon            | –    | –    | –    | –    | 2R   | 1R   | –    | 1R   | 1R   | 2R   | 1R   | –    | –    | –    | –    |      |
| US Open              | –    | –    | –    | –    | 1R   | –    | –    | 1R   | 1R   | –    | 2R   | –    | 1R   | –    | 1R   |      |
| Premier Mandatory    |      |      |      |      |      |      |      |      |      |      |      |      |      |      |      |      |
| Indian Wells         | –    | –    | –    | –    | –    | –    | –    | –    | –    | –    | –    | –    | –    | –    | –    |      |
| Miami                | –    | –    | –    | –    | –    | –    | –    | –    | –    | –    | –    | –    | –    | –    | –    |      |
| Madrid               | l.c. | l.c. | l.c. | l.c. | l.c. | –    | –    | –    | –    | –    | –    | –    | –    | –    | –    |      |
| Peking               | –    | –    | –    | –    | –    | –    | –    | –    | –    | –    | –    | –    | –    | –    | –    |      |
| Premier Five         |      |      |      |      |      |      |      |      |      |      |      |      |      |      |      |      |
| Dubai/Doha           | l.c. | l.c. | l.c. | l.c. | –    | –    | –    | –    | –    | –    | –    | –    | –    | –    | –    |      |
| Rome                 | –    | –    | –    | –    | –    | –    | –    | –    | –    | –    | –    | –    | –    | –    | –    |      |
| Montreal/Toronto     | –    | –    | –    | –    | –    | –    | –    | –    | –    | –    | –    | –    | –    | –    | –    |      |
| Cincinnati           | –    | –    | –    | –    | –    | –    | –    | –    | –    | –    | –    | –    | –    | –    | –    |      |
| Tokio/Wuhan          | –    | –    | –    | –    | –    | –    | –    | –    | –    | –    | –    | –    | 1R   | –    | –    |      |
| olympisch            |      |      |      |      |      |      |      |      |      |      |      |      |      |      |      |      |
| Olympische Spelen    | –    | g.t. | g.t. | g.t. | 1R   | g.t. | g.t. | g.t. | –    | g.t. | g.t. | g.t. | –    | g.t. | g.t. | g.t. |
| statistieken         |      |      |      |      |      |      |      |      |      |      |      |      |      |      |      |      |
| totaal aantal titels | 0    | 0    | 0    | 0    | 0    | 0    | 0    | 0    | 0    | 0    | 0    | 0    | 0    | 0    | 0    | 0    |
| eindejaarsranking    | 356  | 369  | 657  | 424  | 172  | 192  | 587  | 124  | 210  | 112  | 129  | 295  | 364  | 262  | 384  |      |

### Gemengd dubbelspel
| Australian Open | –  | –  | –  | –  | –  | –  | 1R | –  | – |
| Roland Garros   | 1R | 1R | 2R | 1R | 1R | 1R | 2R | 1R |   |
| Wimbledon       | –  | –  | –  | –  | –  | –  | –  | –  |   |
| US Open         | –  | –  | –  | –  | –  | –  | –  | –  |   |